# Gora Belaja Shapka
Gora Belaja Shapka är ett berg i Antarktis. Det ligger i Östantarktis. Australien gör anspråk på området. Toppen på Gora Belaja Shapka är 1 293 meter över havet.
Terrängen runt Gora Belaja Shapka är huvudsakligen platt, men den allra närmaste omgivningen är kuperad. Trakten är obefolkad. Det finns inga samhällen i närheten.